# Dykreflex
Dykreflexen är egentligen flera reflexer som aktiveras när en människa kommer under vattnet.
- Strupreflexen (LCR, den Laryngeala ChemoReflexen) är en skyddsreflex som gör så att struphuvudet stängs när vatten eller andra vätskor åker ner i svalget. Andningen upphör då tillfälligt. Den lilla mängd vatten (cirka 3–4 mm) som ev. finns i luftröret kommer då att sväljas ned. Dessutom slår hjärtat långsammare (ibland hälften så fort), blodtrycket höjs och blodet omfördelas från lemmarna till de inre organen. På detta sätt sparas syre. I reflexen ingår också rörelser med armar och ben för att hjälpa även små barn upp till ytan igen. Reflexen är medfödd och mattas av med ökad ålder och trycks i vuxen ålder oftast undan av den mer dominanta hjärnbarken.

- Trigeminusreflexen aktiveras när området runt näsan och pannan kommer i kontakt med vatten och ger ett likartat svar som strupreflexen förutom att det inte ingår några sväljningsrörelser i denna.

- Facialisreflexen aktiveras när ansiktet kommer i kontakt med vatten och även den hjälper till att skydda luftvägarna från vatten.

De båda sistnämnda reflexerna finns aktiva även i vuxen ålder, medan strupreflexen inte aktiveras normalt men kan göra det i vissa fall. 
Förr trodde man att "dykreflexen" var nödvändig för att ett barn skulle kunna gå på babysim. Nu vet man att det viktigaste är att man lär barnet att viljemässigt hålla andan för att kunna klara sig om barnet skulle hamna i vattnet ofrivilligt. Reflexerna har alltså ingen praktisk betydelse för barn som går på babysim. 